# Pedicellaster magister
Pedicellaster magister är en sjöstjärneart som beskrevs av Fisher 1923. Pedicellaster magister ingår i släktet Pedicellaster och familjen Pedicellasteridae.

## Underarter
Arten delas in i följande underarter:
- P. m. sagaminus
- P. m. ochotensis
- P. m. megalabis
- P. m. magister